# Probevorlesung
Probevorlesungen oder Probelehrveranstaltungen werden in der Regel im Zusammenhang mit einer Habilitation oder einem Berufungsverfahren für eine Professur durchgeführt. Ziel ist die Feststellung, ob der Bewerber zu einer akademischen Lehrtätigkeit und zu wissenschaftlicher Diskussion im Rahmen des Wissenschaftsgebiets befähigt ist sowie fachliche und didaktische Kompetenz besitzt. Wenn es darum geht, eine Professur zu besetzen, werden meist von mehreren Bewerbern nacheinander Vorträge gehört; dies wird umgangssprachlich als Vorsingen bezeichnet.

## Verfahren
Die Habilitanden oder berufungsfähigen Bewerber halten an der Hochschule meistens zwei Probelehrveranstaltungen ab. Das Thema mindestens einer Probelehrveranstaltung wird auf Vorschlag der Habilitationskommission oder des Berufungsausschusses als Pflichtthema festgelegt und den Kandidaten zwei bis vier Wochen vor dem eigentlichen Termin der Vorlesung schriftlich mitgeteilt.
Die Veranstaltung findet hochschulöffentlich und im normalen Vorlesungsbetrieb vor Studenten statt. Die Dauer kann 45 bis 90 Minuten betragen. In der Regel findet anschließend noch ein Kolloquium mit der jeweiligen Kommission statt.
Die Teilnahme der jeweiligen Mitglieder der Habilitationskommission oder des Berufungsausschusses ist obligatorisch; Gutachter aus anderen Hochschulen, Mitglieder des Senates, der jeweilige Fachbereichsrat und alle dem Fachbereich angehörenden Professoren werden eingeladen.
Teils werden zwei Vorlesungen verlangt, wobei ein Vortrag mit Pflichtthema besteht und eine weitere mit einem frei zu wählenden Thema. Auch das Thema der Pflichtvorlesung ist sehr allgemein formuliert. 
In verschiedenen Verfahren hat sich eingebürgert, eine der beiden Vorträge in einer Fremdsprache zu halten, zumeist auf Englisch, um die Fähigkeit zu demonstrieren, auch im internationalen Kontext aktiv zu werden.

## Bewertung
Die Bewertung der Probelehrveranstaltung erfolgt in der Regel anhand eines standardisierten Fragebogens mit z. B. Fragen nach Fachkompetenz, Anwendungsbezug, Didaktik, Struktur, Verständlichkeit, Medieneinsatz, Einbindung der Studierenden, Zeitmanagement, Persönlichkeit, Gesamteindruck etc.

Das Begutachtergremium („Berufungskommission“) besteht in der Regel aus einer vorsitzenden Person aus dem Professorenkollegium und weiteren Professor(inn)en, Vertretung des wissenschaftlichen Mittelbaus und der Studierenden, zumeist auch die Frauenvertretung bzw. die Gleichstellungsbeauftragte Person sowie weiteren Beteiligten nach dem jeweiligen Hochschulrecht des Bundeslandes bzw. der Republik Österreich, z. B. Behinderten-/Inklusionsbeauftragte, fakultäts- und hochschulexterne Professor(inn)en, externe Fachleute aus dem Berufungsgebiet, vereinzelt auch Personalberatungen oder Psychologische Expertise.